# Bezirk Knittelfeld
Der ehemalige politische Bezirk Knittelfeld lag zentral in der Steiermark. Am 1. Jänner 2011 hatte der Bezirk 29.095 Einwohner auf 578,11 km². Der Verwaltungssitz war Knittelfeld. Das Kfz-Kennzeichen war KF.

## Geschichte
Von 1907 bis 1932 bestand in Knittelfeld bereits eine Politische Expositur der Bezirkshauptmannschaft Judenburg. Der Bezirk Knittelfeld wurde durch Verordnung der Steiermärkischen Landesregierung vom 20. Februar 1946 vom Bezirk Judenburg abgetrennt. Bereits am 29. März 1946 fand die feierliche Gründung der Bezirkshauptmannschaft Knittelfeld statt. Im Zuge einer im Jahr 2011 von der steiermärkischen Landesregierung vorgestellten Reformagenda wurden die Bezirke Judenburg und Knittelfeld am 1. Jänner 2012 wieder zusammengelegt, der Name des neu errichteten Bezirks lautet Bezirk Murtal.

## Angehörige Gemeinden
Der Bezirk Knittelfeld umfasste 14 Gemeinden, darunter zwei Stadtgemeinden und zwei Marktgemeinden. In Klammern stehen die Einwohnerzahlen vom 1. Jänner 2011.
| Gemeinde                          | Lage                         | Einw.  | Fläche     | Ew/km²              | Gerichtsbezirk | Region | Typ           |
| --------------------------------- | ---------------------------- | ------ | ---------- | ------------------- | -------------- | ------ | ------------- |
| Apfelberg                         | 47° 12′ 10″ N, 14° 50′ 5″ O  | 1091   | 9,33 km²   | 117 Einw. pro km²   | Knittelfeld    |        | Gemeinde      |
| Feistritz bei Knittelfeld         | 47° 16′ 3″ N, 14° 53′ 31″ O  | 745    | 9,89 km²   | 75 Einw. pro km²    | Knittelfeld    |        | Gemeinde      |
| Flatschach                        | 47° 13′ 0″ N, 14° 45′ 17″ O  | 203    | 7,42 km²   | 27 Einw. pro km²    | Knittelfeld    |        | Gemeinde      |
| Gaal                              | 47° 16′ 23″ N, 14° 40′ 12″ O | 1418   | 197,47 km² | 7,2 Einw. pro km²   | Knittelfeld    |        | Gemeinde      |
| Großlobming                       | 47° 10′ 0″ N, 14° 48′ 0″ O   | 1194   | 7,37 km²   | 162 Einw. pro km²   | Knittelfeld    |        | Gemeinde      |
| Kleinlobming                      | 47° 9′ 0″ N, 14° 50′ 50″ O   | 645    | 47,02 km²  | 14 Einw. pro km²    | Knittelfeld    |        | Gemeinde      |
| Knittelfeld                       | 47° 12′ 54″ N, 14° 49′ 46″ O | 11.607 | 4,52 km²   | 2.568 Einw. pro km² | Knittelfeld    |        | Stadtgemeinde |
| Kobenz                            | 47° 14′ 49″ N, 14° 50′ 44″ O | 1850   | 17,64 km²  | 105 Einw. pro km²   | Knittelfeld    |        | Marktgemeinde |
| Rachau                            | 47° 13′ 2″ N, 14° 54′ 54″ O  | 621    | 104,94 km² | 5,9 Einw. pro km²   | Knittelfeld    |        | Gemeinde      |
| Sankt Lorenzen bei Knittelfeld    | 47° 15′ 0″ N, 14° 53′ 0″ O   | 791    | 35,91 km²  | 22 Einw. pro km²    | Knittelfeld    |        | Gemeinde      |
| Sankt Marein bei Knittelfeld      | 47° 16′ 16″ N, 14° 51′ 38″ O | 1194   | 60,72 km²  | 20 Einw. pro km²    | Knittelfeld    |        | Gemeinde      |
| Sankt Margarethen bei Knittelfeld | 47° 13′ 36″ N, 14° 51′ 32″ O | 1339   | 7,38 km²   | 181 Einw. pro km²   | Knittelfeld    |        | Gemeinde      |
| Seckau                            | 47° 16′ 30″ N, 14° 47′ 6″ O  | 1262   | 46,24 km²  | 27 Einw. pro km²    | Knittelfeld    |        | Marktgemeinde |
| Spielberg                         | 47° 13′ 0″ N, 14° 47′ 0″ O   | 5135   | 22,28 km²  | 230 Einw. pro km²   | Knittelfeld    |        | Stadtgemeinde |